# Insane
Insane (engelska för "galen") är en berg- och dalbana på Gröna Lund i Stockholm. Den är placerad där Vikingagungan tidigare stod. Insane är en berg- och dalbana av typen "Zac-Spin", vilket innebär att vagnarna sitter på sidan av rälsen och roterar runt sin egen axel beroende på belastning. Detta gör att varje åktur blir unik.
Efter en dödsolycka på den liknande banan Inferno vid Terra Mitica i Benidorm i Spanien 7 juli 2014, och eftersom de två åkattraktionerna delar flera likheter, upphörde Gröna Lund att köra Insane i flera dagar innan de öppnade den igen.